# Famille Georgette du Buisson de La Boulaye
La famille Georgette du Buisson de La Boulaye, olim Georgette Dubuisson, est une famille subsistante de la noblesse française.

## Liens de filiation entre les personnalités
Le lecture des registres de l'état civil (naissances, mariages, décès) depuis le XVIIIe siècle permet d'établir les liens de filiation suivants :
- 1765.01.10 - Acte de mariage Jean Antoine Georgette Dubuisson - Marguerite du TilletJean Antoine Georgette Dubuisson (1732-1786), valet de chambre barbier du roi à son mariage. Le 10 janvier 1765 à Versailles, il épouse Marguerite du Tillet, fille de Jean Joseph du Tillet, écuyer, gouverneur des pages de la chambre du roi[1].
  - Jean-Baptiste-Antoine Georgette du Buisson, vicomte de La Boulaye (12 novembre 1781 à Versailles - 20 février 1856 à Bourg-en-Bresse), secrétaire général de la maison du roi puis intendant de la liste civile et député sous la Restauration ; Louis XVIII le fait vicomte héréditaire le 8 janvier 1820. Le 13 mars 1809 à Versailles, il épouse Marie Aloïse de La Chapelle.
    - Eugène Georgette du Buisson de La Boulaye (1810-1888), conseiller général de l'Ain. Le 13 août 1832 à Versailles, il épouse Louise Henriette Adrienne de Graindorge d'Orgeville de Mesnil-Durand.
      - Charles Henri Gaston Georgette du Buisson de La Boulaye (27 avril 1840 à Romenay - 24 février 1898 à Bourg-en-Bresse), militaire, chevalier de la Légion d'honneur. Le 10 avril 1874 à Bourg-en-Bresse, il épouse Marie Elise Caroline Viot.
        - Charles Joseph René Georgette du Buisson de La Boulaye (11 novembre 1882 à Bourg-en-Bresse - 30 décembre 1951 à Bourg-en-Bresse), ingénieur. Le 10 septembre 1910 à Lyon, il épouse Charlotte Abelle Grant de Vaux.
          - Gaston Charles Albéric du Buisson de La Boulaye (1913-1981), officier de marine, officier de la Légion d'honneur, croix de guerre 39-45, ancien élève de l'Ecole navale (promotion Virginie Herriot, 1932), capitaine de frégate (1962)[2]. Il épouse Marie-Thérèse Nicolas.
          - Louis Georgette du Buisson de La Boulaye (1919-1986) épouse Marie Bérengère Lucas[3].
            - Antoine Georgette du Buisson de La Boulaye (1951) épouse Jenny Cazalis de Fondouce.
              - Béatrice du Buisson de La Boulaye (1981), comédienne, dramaturge et metteuse en scène. Elle épouse Guillaume de Quengo de Tonquédec.

      - Charles Antoine Paul Georgette du Buisson de La Boulaye (24 janvier 1849 à Bourg-en-Bresse - 4 janvier 1926 à Moulins), artiste peintre. Le 30 novembre 1881 à Toulon-sur-Allier, il épouse Elisabeth Marie Constance Chabot. De ce mariage, naissent deux filles et un fils, Hubert (1884-1915), mort pour la France.

## Armoiries
Les armes de la famille sont D'azur au chevron d'or surmonté d'une étoile d'argent accompagné en chef de deux cloches du même et en pointe d'une branche de laurier au naturel..

## Pour approfondir